# Jiroff
Jiroff ist eine Ortschaft im westafrikanischen Staat Gambia.
Nach einer Berechnung für das Jahr 2013 leben dort etwa 622 Einwohner, das Ergebnis der letzten veröffentlichten Volkszählung von 1993 betrug 562.

## Geographie
Jiroff liegt in der Lower River Region im Distrikt Kiang Central. Der Ort liegt rund 0,5 Kilometer nördlich der South Bank Road, Gambias wichtigster Fernstraße, zwischen Kunong Maria und Nema Kuta.